# 늙은 아빠들
《늙은 아빠들》(영어: Old Dads)은 2023년 미국의 코미디 영화로, 스탠드업 코미디언 빌 버의 감독 데뷔작이다. 빌 버, 보비 캐너발리, 보킴 우드바인 등이 출연했다. 2023년 10월 23일 넷플릭스 오리지널 영화로 공개되었다.

## 줄거리
늦은 나이에 아빠가 된 세 중년 친구들은 변화한 세상 시류에 적응하지 못하고 새천년 세대 CEO 등 1987년 이후에 도래한 모든 것과 부딪힌다.

## 출연
- 빌 버 - 잭 켈리 역
- 보비 캐너발리 - 코너 브로디 역
- 보킴 우드바인 - 마이크 리처즈 역
- 케이티 애설턴 - 리아 켈리 역
- 레인 에드워즈 - 브리트니 역
- 재키 톤 - 캐라 브로디 역
- 마일스 로빈스 - 애스펀 벨 역
- 레이철 해리스 - 로이스 슈마이클터너 역
- 대시 매클라우드 - 네이트 켈리 역
- 저스틴 마일스 - 트래비스 로민 역
- C. 토머스 하월 - 에드 캐머런 역
- 브루스 던 - 리치 제이컵스 역
- 도미닉 그레이 곤잘레즈 - 콜린 브로디 역
- 너타샤 러제로 - 켈리 역
- 카트리나 보든 - 조애나 역
- 앤절라 걸너 - 미미 역
- 조시 브레너 - 데이나 역
- 에린 우 - 다이어멜 역
- 칼 타트 - 브라이언 도드슨 역
- 릭 글래스먼 - 헌터 루이스 역
- 애비 코브 - 주디 역
- 톰 앨런 - 스쿠터 역
- 로리 스코블 - 테런스 허피슈윈 역
- 스테프 톨레브 - 스테프 역
- 폴 월터 하우저 - 트레이시 역